# 1879 no Brasil
Esta é uma cronologia dos fatos acontecimentos de ano 1879 no Brasil.

## Incumbentes
- Imperador – D. Pedro II (1831–1889)
- Presidente do Conselho de Ministros – João Lins Vieira Cansanção de Sinimbu, Visconde de Sinimbu (1878–1880)

## Eventos
- 2 de abril: Araras (SP) é elevada a categoria de Município.
- 19 de Abril: As mulheres conquistam o direito de cursar o Ensino Superior, por meio do Decreto nº 7.247.
- 7 de agosto: A maior nevasca atinge a cidade de Vacaria, no Rio Grande do Sul, sendo registado o recorde de acumulação de neve no Brasil com dois metros de espessura.
- 28 de dezembro: Os protestos populares contra o aumento das passagens dos bondes ocorrem nas ruas da cidade do Rio de Janeiro, iniciando a Revolta do Vintém (1879-1880).

## Nascimentos
- 25 de dezembro: Afonso Pena Júnior, político (m. 1968).

## Mortes
- 27 de janeiro: Joaquim Marcelino de Brito, jurista e político (n. 1799).
- 5 de julho: Tomás Pedro de Bittencourt Cotrim, militar e político (n. 1826).
- 16 de julho: Francisco de Paula Pessoa, militar e político (n. 1795).